# Erbezzo
Erbezzo (Erbézo /er'bezo/ in veneto) è un comune italiano di 857 abitanti della provincia di Verona in Veneto.

## Geografia fisica
Erbezzo è un comune situato nell'alta Valpantena, sulla dorsale a cavallo tra il vajo dell'Anguilla e quello dei Falconi, a nord di Verona. Collocandosi a 1.118 metri sul livello del mare, è il comune più alto della provincia di Verona. Dista 31 chilometri da Verona ed è il più occidentale degli antichi Tredici Comuni.
Il suo territorio è quasi totalmente inserito nel Parco Naturale Regionale della Lessinia e si sviluppa tra i 700 ed i 1.765 metri del rifugio Castelberto, che gode di una splendida vista sulla Vallagarina.
Confina con la provincia di Trento (comune di Ala) a nord, ad ovest con Sant'Anna d'Alfaedo, ad est con Bosco Chiesanuova e a sud con Grezzana.
È collegato al Trentino-Alto Adige tramite il Passo delle Fittanze della Sega, valico alpino a 1399 m s.l.m., distante circa 7,5 km dal capoluogo comunale.

## Origini del nome
L'etimo deriva sembra da un deverbale di "erbezare", cioè "verdeggiare come erba".

## Storia
Fu popolato nel XIII secolo. Con un accordo del 1287, il vescovo di Verona, Bartolomeo della Scala, chiamò dalla vicina Baviera dei coloni boscaioli I Cimbri - tzimberer per disboscare le zone montane della Lessinia veronese di sua proprietà. Offrì loro la possibilità di costruirsi una dimora fissa sull'impegno di disboscare una parte assegnata di territorio. Questi tzimberer costituirono poi delle comunità più ampie, dette contrade, che diedero poi luogo alla formazione dei Tredici Comuni diversi sparsi nel territorio. Questi comuni godettero di particolari privilegi tanto nel XIV secolo sotto la signoria scaligera quanto successivamente sotto Venezia.

### Simboli
Lo stemma e il gonfalone del comune sono stati concessi con decreto del presidente della Repubblica del 2010.
Il gonfalone è un drappo di giallo.

## Monumenti e luoghi d'interesse

### Chiesa parrocchiale
Eretta nel 1720 su una chiesa preesistente, contiene opere d'arte di artisti veronesi. Di Francesco Torbido va ricordato Ss. Filippo e Giacomo con la Madonna. I santi patroni sono Ss. Filippo e Giacomo.

### Alberi monumentali
Nel comune sono presenti cinque fra gli alberi monumentali censiti dal Corpo Forestale dello Stato. Sono un acero di monte (Acer pseudoplatanus) in località Chiomati e quattro faggi (Fagus sylvatica) (uno dei quali sulla strada per Arnezzo ed un secondo in località Bùsimo) ultracentenari resti delle antiche faggete della Lessinia, che un tempo ricoprivano ampie superfici e che permisero ai Cimbri di insediarsi stabilmente in queste terre. Hanno una altezza compresa tra 20 e 30 metri.

## Società

### Evoluzione demografica
Abitanti censiti

## Cultura

### Santo Collegato
San Mammaso, del quale si racconta del miracolo del latte che ha permesso di allattare un bimbo abbandonato.

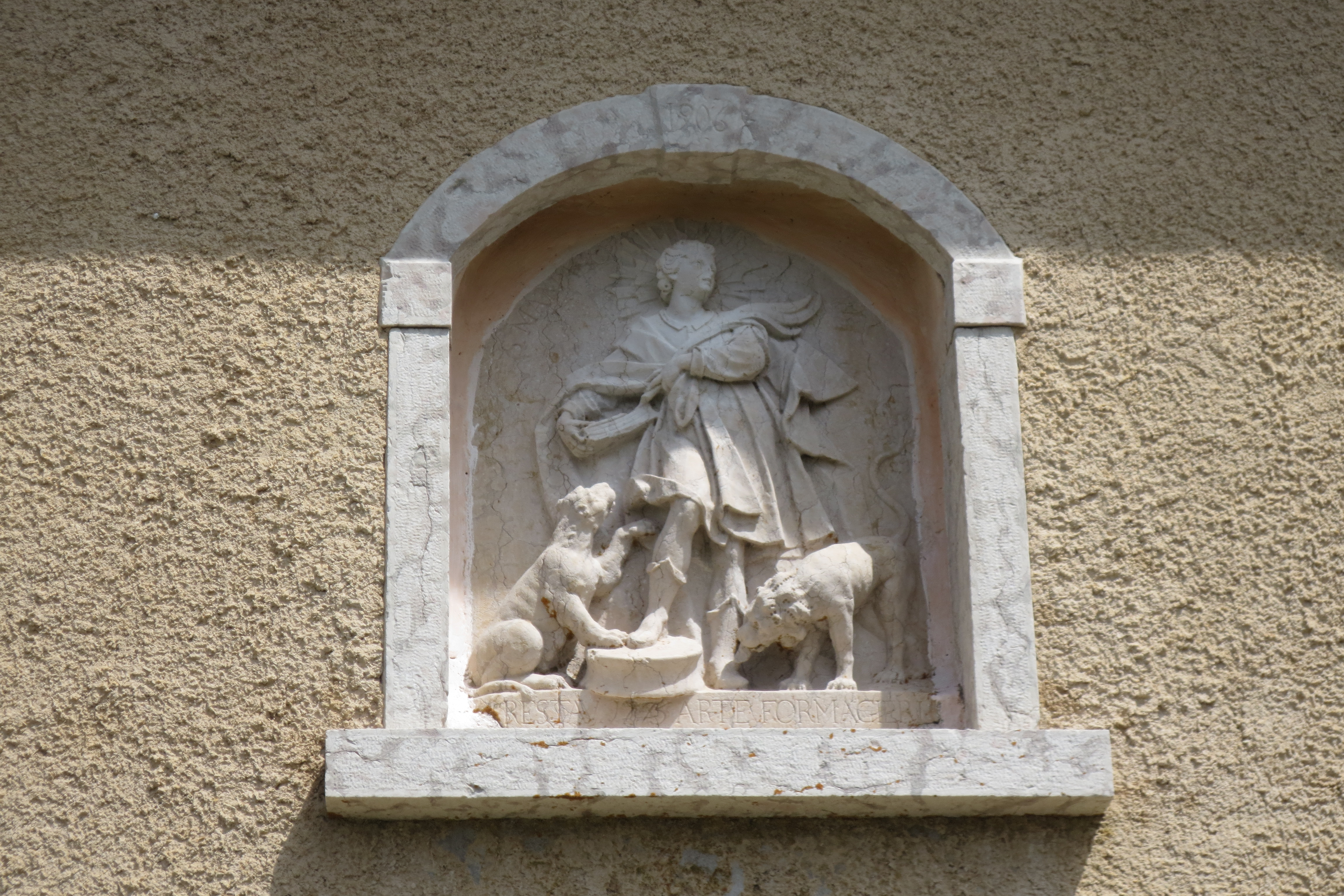
San Mammasio

Da qui è ricordato come patrono dei lavoratori del latte, del formaggio e delle stalle. Il santo è evidenziato in una particolare malga, detta "Malga Vallina di Sotto" situata a 1523 metri di quota, che gode di una straordinaria vista panoramica.

### Eventi

#### Festa del formaggio Monte Veronese
Si svolge nell'ultima settimana di maggio. Nata nel 1991 su iniziativa comunale, nel suo ambito si recuperano ed evidenziano tradizioni del luogo. Da un decreto di Cangrande della Scala è stata ripristinata l'Antica Confraternita dell'Arte dei Formaggeri. Durante la festa si premia il Mastro Casar, ovvero il casaro che ha fatto il miglior formaggio dell'anno.

#### Festa Nazionale della Fisarmonica
Si svolge l'ultimo sabato e domenica di giugno.

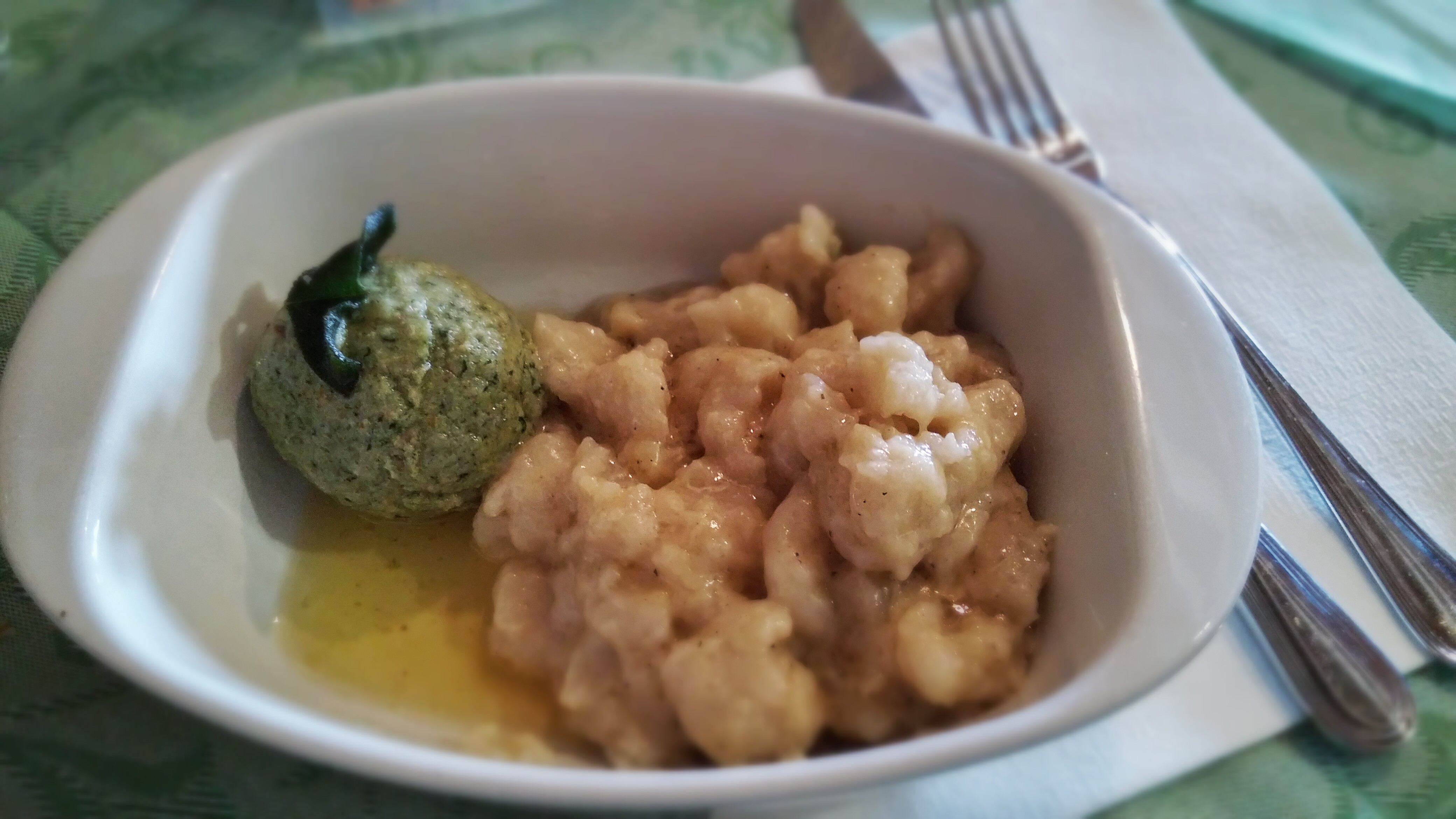
Gnocchi di malga

#### Festa degli gnocchi dei malgari
Si svolge la prima domenica di agosto. Celebra gli gnocchi dei malgari, detti anche alla malghese, preparati senza patate con farina, acqua, formaggio in abbondanza e burro fuso.

#### Antica Fiera del bestiame
Si svolge il secondo sabato di settembre. È una delle feste di alpeggio della zona e comprende un importante mercato del bestiame. Nel settembre 2007 si è svolta la centesima edizione della fiera.

## Economia
L'economia locale si basa principalmente sull'allevamento bovino; particolare importanza rivestono i derivati del latte di montagna come burro e il formaggio Monte Veronese DOP.
Il turismo ad Erbezzo è praticato sia in inverno, grazie alla possibilità di usufruire delle piste sciistiche di Passo delle Fittanze, sia in estate, in particolar modo dagli amanti degli sport montani.

## Infrastrutture e trasporti
Le principali strade provinciali che solcano il territorio di Erbezzo sono 3:
- la SP14 dell'alta Valpantena, che conduce fino alla località di Bocca di Selva (Bosco Chiesanuova) e al confine con il Trentino all'interno del Parco della Lessinia;
- la SP14a che collega Erbezzo alla Valpantena, a Grezzana e a Verona;
- la SP13 dei Tredici Comuni che, nel suo tratto iniziale, conduce da Erbezzo al comune di Sant'Anna d'Alfaedo a ovest e a quello di Bosco Chiesanuova a est.

## Amministrazione
| Periodo       | Periodo       | Primo cittadino    | Partito                                 | Carica  | Note       |
| ------------- | ------------- | ------------------ | --------------------------------------- | ------- | ---------- |
| giugno 1985   | dicembre 1989 | Bernardo Zampieri  | Democrazia Cristiana                    | Sindaco | Decesso    |
| dicembre 1989 | maggio 1990   | Alfredo Campedelli | Democrazia Cristiana                    | Sindaco | [ 9 ]      |
| maggio 1990   | novembre 1993 | Angelino Birtele   | Democrazia Cristiana                    | Sindaco | Dimissioni |
| novembre 1993 | aprile 1995   | Remo Valbusa       | Democrazia Cristiana                    | Sindaco | [ 11 ]     |
| maggio 1995   | giugno 1999   | Lucio Campedelli   | Lista civica                            | Sindaco | [ 12 ]     |
| giugno 1999   | giugno 2004   | Lucio Campedelli   | Lista civica                            | Sindaco | [ 13 ]     |
| giugno 2004   | giugno 2009   | Remo Valbusa       | Lista civica                            | Sindaco | [ 14 ]     |
| giugno 2009   | maggio 2014   | Lucio Campedelli   | Lista civica                            | Sindaco | [ 15 ]     |
| maggio 2014   | maggio 2019   | Lucio Campedelli   | Lista civica Uniti per Erbezzo          | Sindaco | [ 16 ]     |
| maggio 2019   | giugno 2024   | Lucio Campedelli   | Lista civica Uniti per Erbezzo          | Sindaco |            |
| giugno 2024   | in carica     | Alessio Leso       | Lista civica Erbezzo, il futuro insieme | Sindaco |            |